# Бетпејџ (Њујорк)
Бетпејџ (енгл. Bethpage) насељено је место без административног статуса у америчкој савезној држави Њујорк.

## Демографија
По попису из 2010. године број становника је 16.429, што је 114 (-0,7%) становника мање него 2000. године.
| Група             | 2000.          | 2010.          |
| Белци             | 15.066 (91,1%) | 14.095 (85,8%) |
| Афроамериканци    | 48 (0,3%)      | 101 (0,6%)     |
| Азијати           | 494 (3,0%)     | 897 (5,5%)     |
| Хиспаноамериканци | 785 (4,7%)     | 1.152 (7,0%)   |
| Укупно            | 16.543         | 16.429         |